# Episodi di The Last of Us (prima stagione)

I protagonisti Joel (Pedro Pascal) ed Ellie (Bella Ramsey) in una scena del terzo episodio

La prima stagione della serie televisiva The Last of Us, composta da nove episodi, è stata trasmessa sul canale statunitense HBO dal 15 gennaio al 12 marzo 2023. In questa stagione viene adattato il primo videogioco The Last of Us.
In Italia, la stagione è andata in onda in prima visione in lingua italiana sul canale satellitare Sky Atlantic dal 23 gennaio al 20 marzo 2023. È stata trasmessa in lingua originale sottotitolata in italiano dal 16 gennaio al 13 marzo 2023, in simulcast con HBO. La trasmissione in lingua italiana degli ultimi tre episodi ha subito un ritardo a causa dello sciopero degli operatori del doppiaggio.
| nº | Titolo originale                 | Titolo italiano                | Prima TV USA     | Prima TV Italia  |
| -- | -------------------------------- | ------------------------------ | ---------------- | ---------------- |
| 1  | When You're Lost in the Darkness | Quando sei perso nell'oscurità | 15 gennaio 2023  | 23 gennaio 2023  |
| 2  | Infected                         | Gli infetti                    | 22 gennaio 2023  | 30 gennaio 2023  |
| 3  | Long, Long Time                  | Molto, molto tempo             | 29 gennaio 2023  | 6 febbraio 2023  |
| 4  | Please Hold to My Hand           | Per favore, stringimi la mano  | 5 febbraio 2023  | 13 febbraio 2023 |
| 5  | Endure and Survive               | Resistere e sopravvivere       | 12 febbraio 2023 | 20 febbraio 2023 |
| 6  | Kin                              | Famiglia                       | 19 febbraio 2023 | 27 febbraio 2023 |
| 7  | Left Behind                      | Abbandonata                    | 26 febbraio 2023 | 20 marzo 2023    |
| 8  | When We Are in Need              | Quando sei in difficoltà       | 5 marzo 2023     | 20 marzo 2023    |
| 9  | Look for the Light               | Cerca la Luce                  | 12 marzo 2023    | 20 marzo 2023    |

## Quando sei perso nell'oscurità
- Titolo originale: When You're Lost in the Darkness
- Diretto da: Craig Mazin
- Scritto da: Craig Mazin e Neil Druckmann

### Trama
Nel 2003, Joel Miller vive con sua figlia Sarah e suo fratello Tommy ad Austin, in Texas, lavorando come operaio edile. La notte del suo compleanno, Joel lascia Sarah a letto per andare a pagare la cauzione per suo fratello. In piena notte, Sarah si sveglia non trovando il padre a casa e scopre che i suoi vicini sono stati uccisi dalla anziana madre di uno di loro, in preda a comportamenti aggressivi e cannibalistici. Joel e Tommy arrivano appena in tempo per salvarla, per poi fuggire tutti insieme sul loro pick-up attraverso la città invasa da persone terrorizzate. Quando il veicolo viene ribaltato dai detriti di un aereo precipitato, i fratelli sono costretti a separarsi. Joel cerca di portare sua figlia in salvo, ma viene bloccato da un soldato che poco dopo riceve l'ordine di ucciderli. Tommy riesce a salvare il fratello sparando al soldato, ma Sarah è mortalmente ferita e muore tra le braccia del padre.
Vent'anni dopo, l'infezione cerebrale da Cordyceps ha devastato la società umana. Joel, ora cinquantenne, vive nella zona di quarantena tra le rovine di Boston, governata dalla dittatura militare della Federal Disaster Response Agency (FEDRA). Lui e la sua compagna Tess si guadagnano da vivere con il contrabbando di merce a cittadini e soldati. Joel progetta di lasciare la città per dirigersi nel Wyoming in cerca di Tommy, di cui non ha più notizie da diverse settimane. Joel e Tess tentano di recuperare una batteria per auto da Robert, un altro contrabbandiere, scoprendo che è rimasto ucciso in uno scontro a fuoco con Marlene, la leader locale delle Luci, un gruppo ribelle che si oppone alla legge marziale. Marlene propone loro di scortare la quattordicenne Ellie Williams fino al Palazzo del Governo in cambio dei mezzi e rifornimenti di cui hanno bisogno. I due accettano l'incarico e insieme ad Ellie si mettono in viaggio la notte stessa. Appena usciti dalla zona di quarantena vengono però sorpresi da un soldato e sottoposti a un controllo d'infezione. Nel tentativo di evitarlo, Ellie pugnala il soldato alla gamba, così Joel aggredisce e picchia a morte il soldato dopo avere avuto un ricordo della morte di Sarah. Lo scanner rivela che Ellie è infetta, ma lei afferma che, pur essendo stata effettivamente morsa tre settimane prima, non si è mai trasformata. Inseguiti dai soldati della FEDRA, Joel, Tess ed Ellie fuggono introducendosi in un'area di contaminazione biologica nel distretto commerciale di Boston.
- Durata: 78 minuti
- Guest star: Nico Parker (Sarah Miller), John Hannah (Dott. Neuman), Merle Dandridge (Marlene), Josh Brener (Conduttore del talk show), Christopher Heyerdahl (Dott. Schoenheiss), Brad Leland (Sig. Adler), Marcia Bennett (Sig.ra Adler), Brendan Fletcher (Robert), Jerry Wasserman (Abe), Anna Torv (Tess), Gabriel Luna (Tommy Miller).
- Ascolti USA: telespettatori 588 000 – rating 18-49 anni 0,17%[7]

## Gli infetti
- Titolo originale: Infected
- Diretto da: Neil Druckmann
- Scritto da: Craig Mazin

### Trama
Nel 2003, a Giacarta, la professoressa di micologia Ratna Pertiwi viene ingaggiata dall'esercito per studiare i primi contagi di Cordyceps. Quando le chiedono un farmaco o un vaccino per evitare la pandemia, la donna afferma che l'unico modo per contenere il contagio sia bombardare la città.
Nel presente, Joel e Tess interrogano Ellie sul perché gli è stato chiesto di scortarlaː la ragazza spiega che le Luci hanno una base ad ovest dove i medici potrebbero utilizzare il suo DNA per sintetizzare un vaccino. Joel, disilluso dalle promesse di una cura miracolosa, vorrebbe riportarla nella zona di quarantena, ma Tess lo convince a proseguire la missione. Scoprendo che il percorso verso il loro punto d'incontro con le Luci è invaso da infetti, il gruppo procede attraverso un museo, ma vengono attaccati da due clicker, infetti ciechi, ma estremamente sensibili ai rumori, uno dei quali morde Ellie prima che Joel e Tess li uccidano. Arrivati a destinazione, i tre trovano solo alcuni soldati delle Luci morti in uno scontro contro gli infetti. Dopo aver cercato inutilmente degli indizi su dove potersi dirigere, Tess rivela di essere stata morsa al collo durante l'attacco nel museo, mentre il morso di Ellie sta già guarendo, dimostrando così la sua immunità agli occhi di Joel. Egli spara ad un infetto rianimato, rivelando inavvertitamente la loro posizione ad un'orda di infetti all'esterno dell'edificio. Tess, conscia di non avere possibilità, decide di sacrificarsi per permettere a Joel di scappare insieme ad Ellie, raccomandandogli di proteggerla. Mentre Joel ed Ellie fuggono, Tess attende l'arrivo dell'orda e fa esplodere l'edificio con il carburante e le granate presenti.
- Durata: 50 minuti
- Guest star: Anna Torv (Tess), Christine Hakim (Dott.ssa Ratna Pertiwi), Yayu A.W. Unru (Agus Hidayat).
- Ascolti USA: telespettatori 633 000 – rating 18-49 anni 0,19%[8]

## Molto, molto tempo
- Titolo originale: Long, Long Time
- Diretto da: Peter Hoar
- Scritto da: Craig Mazin

### Trama
In cammino verso Lincoln, Joel ed Ellie si imbattono in una fossa comune lungo la strada. Joel spiega che i militari uccisero molti sopravvissuti delle città più piccole per risparmiare cibo e spazio per le persone considerate abbastanza in salute da lavorare nelle zone di quarantena.
Vent'anni prima, a Lincoln, Bill era un solitario paranoico che evita l'evacuazione forzata della città. Rimasto da solo, iniziò a saccheggiare i negozi e mise in funzione un generatore, una recinzione elettrificata e delle trappole. Quattro anni dopo, Bill sorprese in una delle sue trappole un uomo di nome Frank. Constatando che fosse solo e non infetto, Bill gli permise di lavarsi e nutrirsi. Dopo un momento di intimità, i due si baciarono e passarono la notte insieme. Tre anni dopo, Frank e Bill vivevano ormai insieme ed iniziarono a collaborare con Tess e Joel scambiandosi rifornimenti.
Nel 2023, Bill e Frank sono ormai anziani e quest'ultimo è costretto in sedia a rotelle da una malattia neurodegenerativa. Un giorno, Frank decide di chiedere a Bill di aiutarlo a morire. I due uomini trascorrono il loro ultimo giorno insieme in serenità, e la sera Bill decide di suicidarsi insieme a Frank con una dose letale di farmaci, affermando che non gli interessa vivere ulteriormente senza di lui. Tempo dopo, Ellie e Joel arrivano a Lincoln, trovando una lettera in cui Bill spiega l'accaduto, raccomandando a Joel di proteggere a tutti i costi le persone a cui tiene e lasciandogli tutti i suoi rifornimenti. Joel ed Ellie fanno scorta di provviste e munizioni e partono con il pick-up di Bill verso il Wyoming, dove Joel spera che Tommy possa aiutarlo a consegnare Ellie alle Luci.
- Durata: 75 minuti
- Guest star: Anna Torv (Tess), Nick Offerman (Bill), Murray Bartlett (Frank).
- Ascolti USA: telespettatori 747 000 – rating 18-49 anni 0,21%[9]

## Per favore, stringimi la mano
- Titolo originale: Please Hold to My Hand
- Diretto da: Jeremy Webb
- Scritto da: Craig Mazin

### Trama
Viaggiando in auto attraverso il Missouri diretti nel Wyoming, Joel ed Ellie prendono una scorciatoia tra le rovine di Kansas City dove subiscono l'imboscata di alcuni banditi. Joel ne uccide due, ma, quando viene atterrato da un terzo, viene salvato da Ellie che spara all'uomo con una pistola in suo possesso. I banditi vengono trovati dai loro compagni, membri di una comunità guidata da Kathleen, che pensa siano vittime di mercenari chiamati da un certo Henry, che a sua volta incolpa della morte del fratello. Il vice di Kathleen, Perry, trova prove di infetti che si sono fatti strada nella città, ma Kathleen gli ordina di nasconderle finché non troveranno Henry. Nel frattempo Joel ed Ellie si intrufolano in un grattacielo per avere visuale sulla zona e passare la notte. Al loro risveglio però, trovano Henry e suo fratello Sam che li tengono sotto tiro. 
- Durata: 45 minuti
- Guest star: Lamar Johnson (Henry), Melanie Lynskey (Kathleen), Keivonn Montreal Woodard (Sam), Jeffrey Pierce (Perry), John Getz (Dott. Eldelstein), Juan Magana (Bryan).
- Ascolti USA: telespettatori 991 000 – rating 18-49 anni 0,26%[10]

## Resistere e sopravvivere
- Titolo originale: Endure and Survive
- Diretto da: Jeremy Webb
- Scritto da: Craig Mazin

### Trama
Dieci giorni prima dell'arrivo di Joel ed Ellie in città, la popolazione di Kansas City guidata dal capo della resistenza Kathleen si ribellò alla FEDRA uccidendo militari e collaborazionisti. Il collaborazionista Henry e suo fratello Sam si nascosero per dieci giorni in un rifugio. Dopo avere finito le provviste cercarono di uscire dalla città, assistendo all'arrivo di Joel ed Ellie. Seguiti i due fino al grattacielo, propongono di unire le forze per fuggire dalla città, passando per dei tunnel di manutenzione. Durante il viaggio Henry confessa di avere venduto alla FEDRA il fratello di Kathleen, Michael, che al tempo era il capo della resistenza di Kansas City, per ottenere delle medicine per curare la leucemia di Sam. Usciti dai tunnel di manutenzione i quattro vengono presi di mira da un cecchino: Joel riesce ad aggirarlo e ucciderlo, ma l'uomo ha già chiamato Kathleen e gli altri soldati. Joel con il fucile da cecchino uccide l'autista al volante del furgone alla testa del convoglio in arrivo che si schianta, esplodendo, contro una abitazione. Kathleen e il resto degli uomini raggiungono ugualmente Henry, Sam ed Ellie. Henry si costituisce e sta per essere giustiziato quando, improvvisamente si apre una voragine in prossimità della casa crollata da cui sbucano decine e decine di infetti, tra cui un mostruoso bloater che uccide con facilità Perry, il braccio destro di Kathleen. I tre ragazzi, coperti dal fuoco di Joel, e approfittando della lotta tra la resistenza armata e gli infetti, riescono ad allontanarsi, venendo infine salvati proprio da una bambino clicker, il quale aggredisce Kathleen prima che possa sparare ad Ellie. I tre scappano dalla zona mentre tutti gli infetti di Kansas City, intrappolati anni prima dalla FEDRA sottoterra, continuano a riversarsi in strada grazie alla voragine provocata da Joel. I quattro raggiungono un motel per passare la notte: Joel invita Henry e Sam a seguirli in Wyoming, mentre quest'ultimo rivela in segreto ad Ellie di essere stato morso. La ragazza spera che l'immunità del proprio sangue possa guarirlo e lo cosparge sulla ferita, ma la mattina seguente Sam, oramai trasformato, la attacca. Henry nella concitazione lo uccide, ma resosi conto dell'accaduto, si suicida con la stessa pistola. Sepolti i due fratelli, Joel e Ellie riprendono il loro viaggio, nuovamente soli.
- Durata: 57 minuti
- Guest star: Lamar Johnson (Henry), Melanie Lynskey (Kathleen), Keivonn Montreal Woodard (Sam), Jeffrey Pierce (Perry), John Getz (Dott. Eldelstein).
- Ascolti USA: telespettatori 382 000 – rating 18-49 anni 0,09%[11]

## Famiglia
- Titolo originale: Kin
- Diretto da: Jasmila Žbanić
- Scritto da: Craig Mazin

### Trama
Tre mesi dopo la morte dei fratelli Henry e Sam, Joel ed Ellie viaggiano nel Wyoming alla ricerca di Tommy. I due si imbattono in alcuni uomini a cavallo e vengono portati alla comunità di Jackson, dove Joel ritrova suo fratello Tommy insieme alla moglie Maria, che chiama scherzosamente la comunità intenzionale di Jackson "comunista". Rimasti soli Joel rivela a Tommy l'immunità di Ellie e gli chiede di portarla dalle Luci al posto suo poiché pensa di non poterla proteggere; inizialmente Tommy rifiuta poiché sta per diventare padre, ma infine accetta. Tornato all'abitazione affidatagli, Joel scopre che Ellie ha sentito la loro conversazione e i due hanno un diverbio. La mattina successiva Joel cambia idea e decide di proseguire il viaggio insieme ad Ellie, salutando il fratello. Seguendo le indicazioni di Tommy i due arrivano all'Università del Colorado dell'Est a cavallo, dove trovano tracce delle Luci, ma scoprono che si sono dirette all'ospedale di Salt Lake City. Mentre si allontanano vengono attaccati da un bandito: Joel riesce a ucciderlo, ma rimane gravemente ferito all'addome. Joel ed Ellie riescono a fuggire e seminare gli altri banditi sopraggiunti, ma l'uomo perde i sensi e cade da cavallo, lasciando nel panico Ellie.
- Durata: 57 minuti
- Guest star: Lamar Johnson (Henry), Rutina Wesley (Maria Miller), Nico Parker (Sarah Miller), Graham Greene (Marlon), Elaine Miles (Florence), Gabriel Luna (Tommy Miller).
- Ascolti USA: telespettatori 841 000 – rating 18-49 anni 0,28%[12]

## Abbandonata
- Titolo originale: Left Behind
- Diretto da: Liza Johnson
- Scritto da: Neil Druckmann

### Trama
Ellie porta Joel ferito in una casa abbandonata. Mentre cerca nella casa, ripensa al tempo passato alla scuola militare della FEDRA, che frequentò con la sua migliore amica Riley Abel. Quest'ultima tornò di nascosto nella loro stanza dopo essere sparita per tre settimane, rivelandole che si era unita alle Luci. Riley convinse quindi Ellie a seguirla in un centro commerciale abbandonato, dove si divertirono sperimentando una giostra, una cabina fotografica e una sala giochi. Dopo aver giocato ad un vecchio cabinato (Mortal Kombat II), Riley confessò ad Ellie che Marlene l'aveva assegnata alla zona di quarantena di Atlanta e che quella sarebbe stata la sua ultima notte a Boston. Ellie, inizialmente furibonda con l'amica, cercò di convincerla a restare e le due si scambiarono un bacio. Il frastuono causato dal loro divertimento però attirò un infetto: dopo una colluttazione riuscirono ad ucciderlo, ma entrambe vennero morse. In lacrime, le due ragazze decisero di passare le loro ultime ore assieme aspettando la fine. Nel presente intanto, Ellie inizia a ricucire la ferita di Joel con ago e filo trovato nella casa.
- Durata: 53 minuti
- Guest star: Storm Reid (Riley Abel), Terry Chen (Capitano Kwong).
- Ascolti USA: telespettatori 1 083 000 – rating 18-49 anni 0,37%[13]

## Quando sei in difficoltà
- Titolo originale: When We Are in Need
- Diretto da: Ali Abbasi
- Scritto da: Craig Mazin

### Trama
È inverno ed Ellie si sta ancora prendendo cura di Joel. Dopo aver ucciso un cervo, incontra David e James, due sopravvissuti parte di un gruppo affamato. David offre di scambiare il cervo ed Ellie chiede degli antibiotici per Joel. Mentre James va a prendere le medicine, David racconta ad Ellie di avere inviato degli uomini in cerca di cibo e che uno è stato ucciso da un uomo in compagnia di una ragazzina, facendole intuire che sa si tratti di lei. James torna con gli antibiotici e David la lascia andare, ma tornando al suo gruppo proclama di volerla rintracciare per fare giustizia del loro compagno ucciso. Ellie intanto somministra gli antibiotici a Joel, ma il giorno successivo vede arrivare David e i suoi uomini. Tenta di fuggire a cavallo per allontanarli dalla casa in cui Joel è nascosto, ma viene catturata e portata all'insediamento di David. Ellie scopre che il gruppo di David si sta nutrendo di carne umana per sopravvivere, tuttavia l'uomo cerca di convincerla a vivere con lui. Ellie lo aggredisce rompendogli un dito e David, adirato, promette che la ridurrà in piccoli pezzettini. Nel frattempo Joel si riprende e, dopo avere catturato due uomini di David che lo cercavano, li tortura per farsi dire dove si trova Ellie. Intanto David e James cercano di uccidere Ellie, ma lei rivela di essere infetta e, approfittando del loro sconcerto, uccide James dandosi poi alla fuga. David la insegue ed Ellie, nel tentativo di colpirlo, con un tizzone dà fuoco al ristorante dove si trovano. I due lottano e David cerca di violentarla, ma Ellie riesce ad afferrare la mannaia di David e lo uccide brutalmente. Joel trova Ellie traumatizzata fuori dal ristorante e la conforta, poi i due proseguono il loro viaggio.
- Durata: 49 minuti
- Guest star: Scott Shepherd (David), Troy Baker (James).
- Ascolti USA: telespettatori 1 039 000 – rating 18-49 anni 0,30%[14]

## Cerca la Luce
- Titolo originale: Look for the Light
- Diretto da: Ali Abbasi
- Scritto da: Craig Mazin e Neil Druckmann

### Trama
Anna Williams, inseguita da un infetto, si rifugiò in una casa. Mentre stava partorendo Ellie, riuscì a uccidere l'infetto ma venne morsa. Più tardi Marlene e altre Luci la trovarono al rifugio: Anna chiese a Marlene di prendersi di cura di sua figlia; e di ucciderla prima che si fosse trasformata. Al presente, Joel ed Ellie sono giunti a Salt Lake City, ma la ragazza è taciturna per gli eventi trascorsi. Mentre attraversano un edificio, hanno un incontro ravvicinato con una giraffa che le solleva l'umore. Joel propone a Ellie di tornare da Tommy, ma Ellie intende finire ciò che hanno iniziato. Poco dopo i due vengono attaccati da una pattuglia di Luci che stordisce Joel. L'uomo si risveglia in un ospedale, dove Marlene spiega che i medici intendono estrarre campioni del cervello di Ellie per studiare la sua immunità al Cordyceps, fiduciosi di trovare una cura, ma che questo avrebbe comportato la morte di Ellie. Marlene ordina a due soldati di scortare Joel fuori dall'ospedale, ma egli riesce a sopraffarli e, prese le loro armi, si fa strada sparando nell'ospedale fino alla sala operatoria, uccidendo il chirurgo che sta per operare su Ellie. Prende la ragazza ancora sotto anestesia e raggiunge il parcheggio sotterraneo, dove fronteggia Marlene che gli chiede di fare la cosa giusta e fermarsi. Joel però la uccide e si allontana con Ellie su una macchina rubata. Quando Ellie si sveglia, egli racconta che le Luci hanno scoperto altre persone immuni e non stanno più cercando una cura. Tornati nel Wyoming, poco prima di arrivare a Jackson, Ellie chiede a Joel di giurare che la storia raccontata sulle Luci sia vera: egli lo conferma ed Ellie risponde “okay”.
- Durata: 42 minuti
- Guest star: Merle Dandridge (Marlene), Ashley Johnson (Anna Williams).
- Ascolti USA: telespettatori 1 040 000 – rating 18-49 anni 0,33%[15]